# 대한민국 공무원상
대한민국 공무원상은 우수한 성과를 내고 행정발전 및 국민 편익증진 등에 특히 기여한 공무원을 인사상 우대하기 위해 인사혁신처에서 공무원에게 수여하는 상이다. 포상 대상자는 각 기관에 근무하는 공무원(정무직은 제외한다)을 대상으로 한다. 최종 선발인원은 매년 100명 내외로 하되, 국가시책과제 추진 성과 및 기관별 후보자 수를 고려하여 결정한다.

## 선발 절차
인사혁신처장은 매년 상반기 대한민국 공무원상 포상계획을 수립하고 각 기관에 통보하며, 각 기관의 장은 포상계획에 따라 후보자를 선정하여 인사혁신처장에게 추천한다. 대한민국 공무원상 포상 후보자를 선정하는 경우에는 정부포상업무지침에 따른 기관별 공적심사위원회의 심사를 거쳐서 선정한다. 추천된 공무원들 중 최종 수상자를 공정한 절차를 통해 선정하기 위해 인사혁신처장은 심사위원회를 구성하여 심사한다. 위원장은 인사혁신처 차장이 되며, 위원은 인사혁신처장이 관계 기관 공무원 및 언론·학계·시민단체 등에서 학식과 덕망이 높은 각계 외부 인사를 위촉하여 구성한다.

## 분야
1. 사회적 가치 실현
2. 일자리 창출 등 경제 활성화
3. 국민안전 개선
4. 인재양성
5. 적극행정

## 혜택
포상 공무원이 속한 기관의 장은 기관별 인사 운영 여건과 포상자의 희망을 고려하여 다음의 인사상 우대조치 중 어느 하나 이상의 우대조치를 반드시 부여하여야 한다.
1. 승진임용(특별승진, 보통승진, 근속승진)
2. 특별승급
3. 성과상여금 또는 성과연봉 최고등급 부여(특별성과가산금 병급 가능)
4. 가점평정시 가점 부여
5. 국내·외 교육훈련 우선 선발